# Fisklöstjärnen, Norrbotten
Fisklöstjärnen är en sjö i Bodens kommun i Norrbotten och ingår i Luleälvens huvudavrinningsområde.